# Stensjön (Vilhelmina socken, Lappland, 720703-147987)
Stensjön är en sjö i Vilhelmina kommun i Lappland och ingår i Ångermanälvens huvudavrinningsområde. Sjön har en area på 0,802 kvadratkilometer och ligger 540 meter över havet. Sjön avvattnas av vattendraget Satsån.

## Delavrinningsområde
Stensjön ingår i det delavrinningsområde (720641-147855) som SMHI kallar för Mynnar i Kultsjön. Medelhöjden är 580 meter över havet och ytan är 5,43 kvadratkilometer. Räknas de 16 avrinningsområdena uppströms in blir den ackumulerade arean 144,88 kvadratkilometer. Satsån som avvattnar avrinningsområdet har biflödesordning 2, vilket innebär att vattnet flödar genom totalt 2 vattendrag innan det når havet efter 352 kilometer. Avrinningsområdet består mestadels av skog (48 procent) och sankmarker (23 procent). Avrinningsområdet har 0,8 kvadratkilometer vattenytor vilket ger det en sjöprocent på 14,8 procent. Bebyggelsen i området täcker en yta av 0,74 kvadratkilometer eller 14 procent av avrinningsområdet.